# 別海ミルク王国
別海ミルク王国（べつかいミルクおうこく）は、北海道別海町で1986年から2023年まで存在したミニ独立国。

## 概要
供給過剰による生乳廃棄問題を背景として、「日本一の酪農地と消費者を結び自然の豊かさを訴える」「未来を担う子どもたちに牛乳を飲んで欲しい」といった思いのもと、佐野力三（後の別海町長）らの呼びかけで、別海町内の22戸の酪農家により、1986年3月に建国。町内の中春別地区で酪農を営んでいた佐々木茂成が国王となり、ホクレンや地元農協や別海町のバックアップを受けつつ参加メンバーからの会費をもとに運営した。また乳製品消費拡大のPRと合わせ地元の環境保全への協力も行っていた。

## 活動内容
主なイベントとして乳搾り教室、別海町産業祭でのジャンボアイスクリーム早食い大会や牛肉料理の提供、牛肉料理・焼肉・野菜などを振る舞う家族交流会などを展開。
1988年からは毎年12月に別海町内すべての幼稚園や保育所を巡り園児に乳製品や文房具を配る訪問活動も行っており、佐々木が国王を象徴する赤いガウンと王冠の姿で訪問していた。また末期の2021年には中春別農業協同組合元組合長の小湊保が国王代理として訪問を行った。
2022年11月には長年のミルク王国の活動で魅力ある地域づくりに尽力したとして国王の佐々木が別海町善行賞を受賞。しかし当初は20数軒の参加があったものの末期には7-8人程度の参加に縮小し70代以上がほとんどを占め「エネルギッシュな活動が難しくなった」として、2023年3月16日に佐々木の善行賞の祝賀会とあわせて解散の会合を行い、37年間の歴史に幕を閉じた。